# フレデリック・レイトン

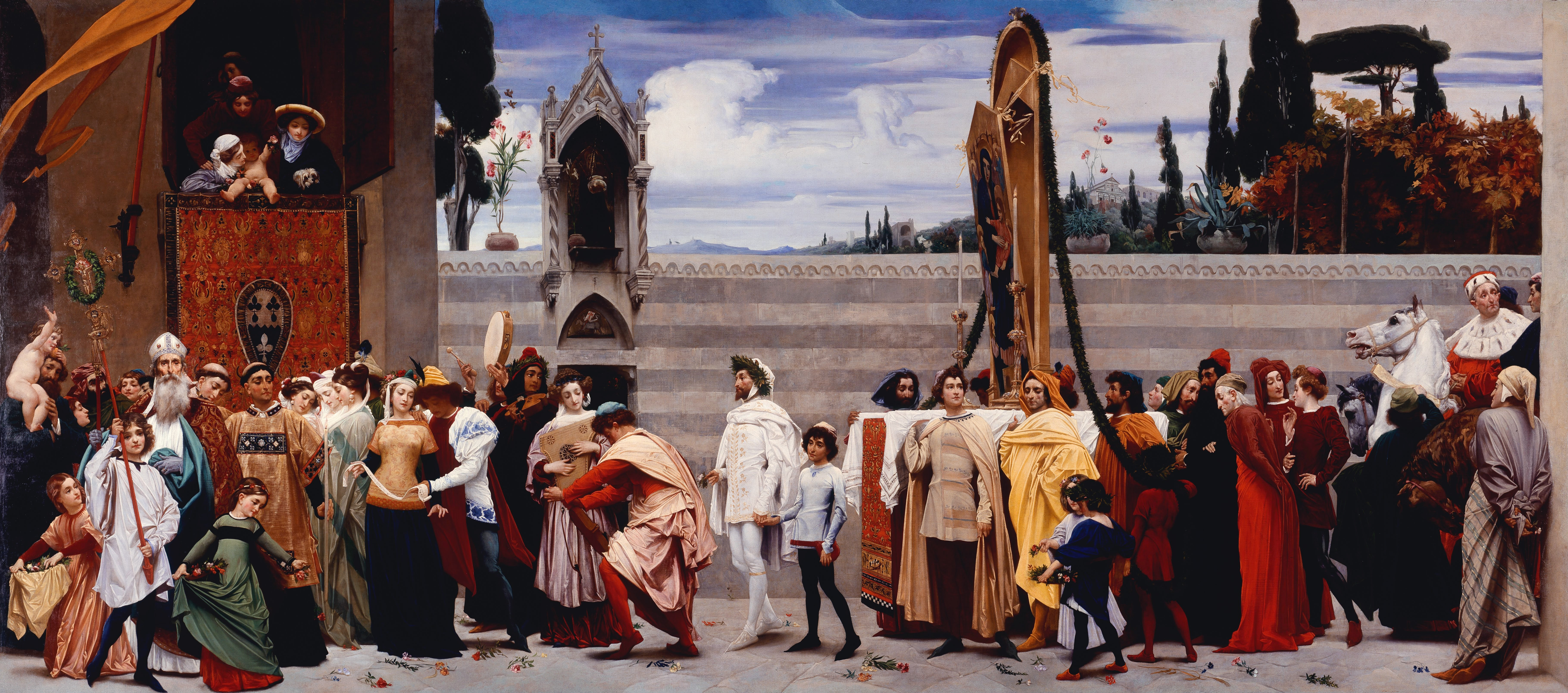
24歳の時の作品『フィレンツェの街を行進するチマブーエのマドンナ』("Cimabue's Celebrated Madonna is carried in Procession through the Streets of Florence")

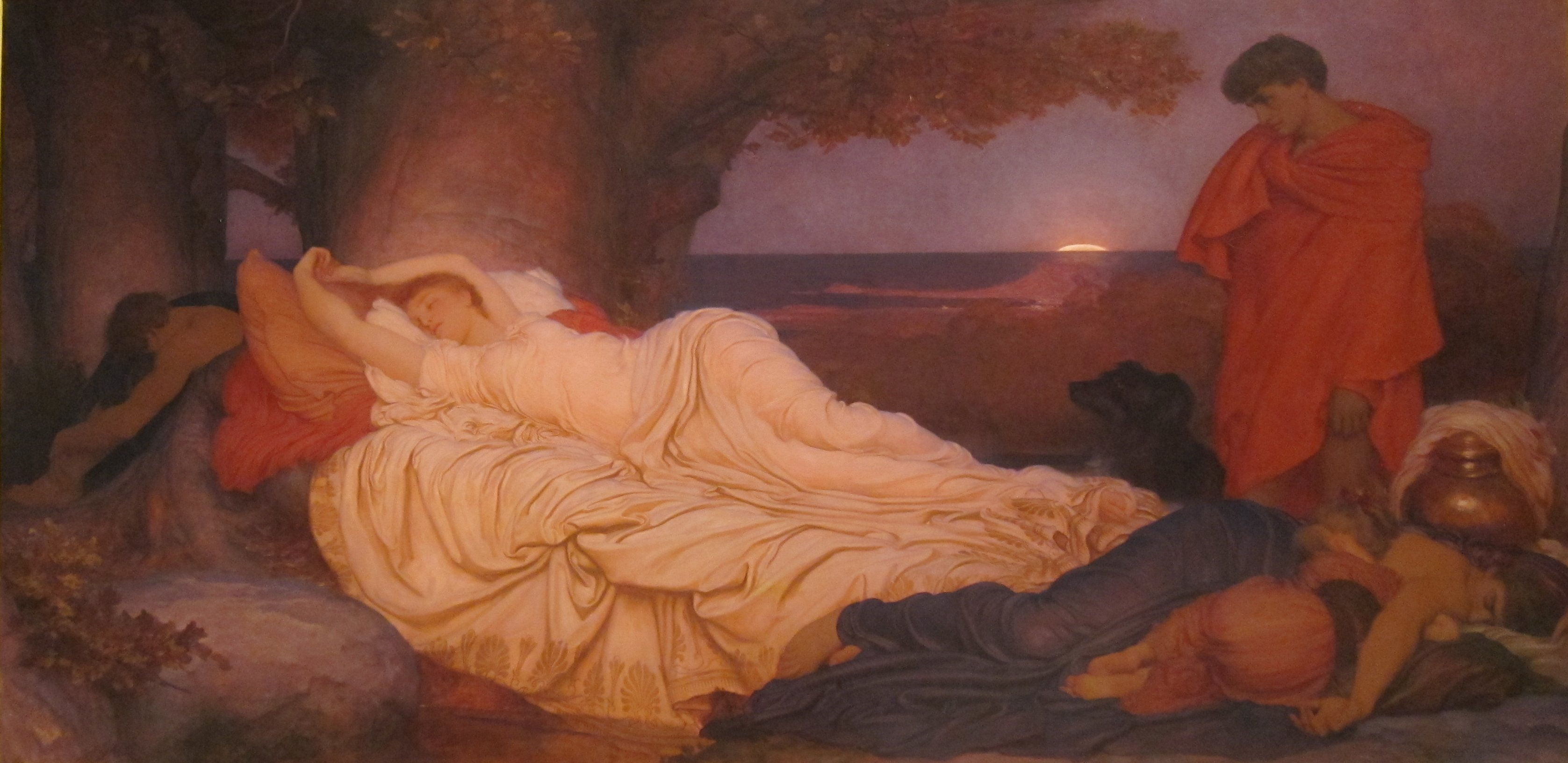
イーピゲネイア（1884年）

初代レイトン男爵フレデリック・レイトン（Frederic Leighton, 1st Baron Leighton, PRA, 1830年12月3日 - 1896年1月25日）は、イギリスの画家・彫刻家。作品は歴史、聖書、古典的題材がほとんどである。

## 生涯
レイトンはノース・ヨークシャーのスカーブラで、輸出入専門業を営む一家に生まれた。彼はロンドンのユニヴァーシティー・カレッジ・スクールで教育を受けた。その後ドイツで、エドヴァルト・フォン・シュタインレに学び、パリでジョヴァンニ・コスタに学んだ。24歳の時にフィレンツェへ行き、ヨーロッパ初の絵画を教える機関であったアッカデミア・ディ・ベッレ・アルティ（現在のアカデミア美術館）で学んだ。そこで『フィレンツェの街を行進するチマブーエのマドンナ』("Cimabue's Celebrated Madonna is carried in Procession through the Streets of Florence")という作品を描いた。1855年から1859年はパリで暮らし、そこでドミニク・アングル、ウジェーヌ・ドラクロワ、コロー、ジャン＝フランソワ・ミレーと出会った。  
1860年、彼はロンドンへ転居し、ラファエル前派のグループと交流した。1861年、彼はロバート・ブラウニングの依頼で、フィレンツェのイギリス人墓地にあるエリザベス・バレット・ブラウニングの墓碑をデザインした。1864年、彼はロイヤル・アカデミー・オブ・アーツの会員となり、1878年から1896年まで会長職にあった。1877年の彫刻作品『パイソンとレスリング選手』（Athlete Wrestling with a Python）は、現代イギリス彫刻の復興が始まったと考えられ、ニュー・スカルプチャー（19世紀後半のイギリス彫刻の運動）と称された。彼の絵画は1900年のパリ万博でイギリス展示の象徴とされた。
レイトンは1878年にウィンザーで最下級勲爵士位を授けられた。同年レジオン・ドヌール勲章オフィシエ受賞。1886年には準男爵となった。1889年、彫刻でローマ賞を受賞。同年にフランス学士院会員となった。1896年の新年の受勲者リストでは、画家で最初の貴族に列せられた。（シュロップシャーの）「ストレットンのレイトン男爵」の爵位が1896年1月24日に授けられた。翌1月25日、狭心症の発作で急死した。 
レイトンは生涯独身であったため、わずか1日でレイトン男爵家は断絶した。これは貴族であった最短期間記録である。ロンドンのホランド・パークにあった彼の家は、レイトン・ハウス美術館となった。ここには彼の彫刻と同様に、絵画の多くが収められている。

## 作品

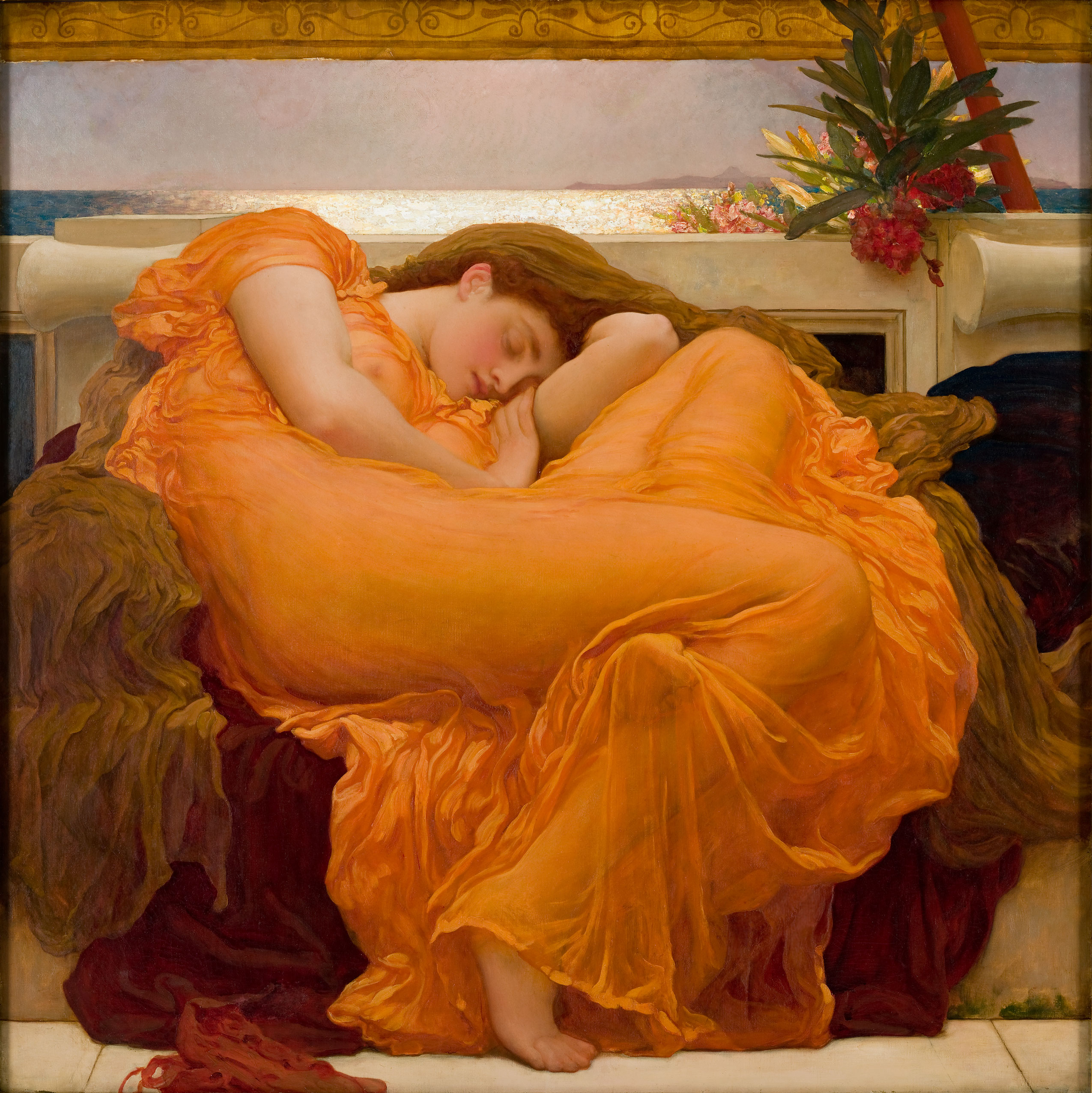
フレイミング・ジューン（1895年）
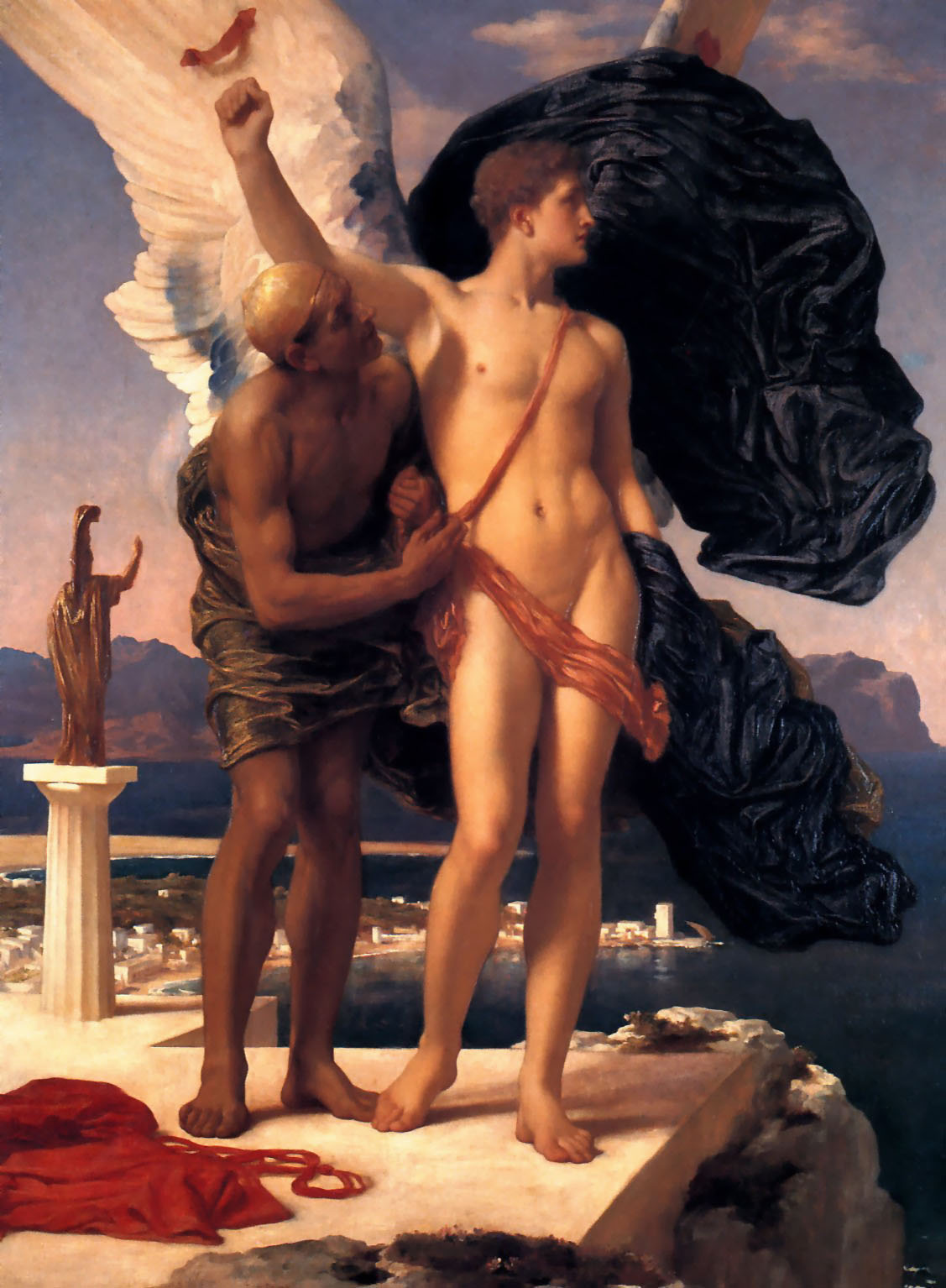
イカロスとダイダロス（1869年）
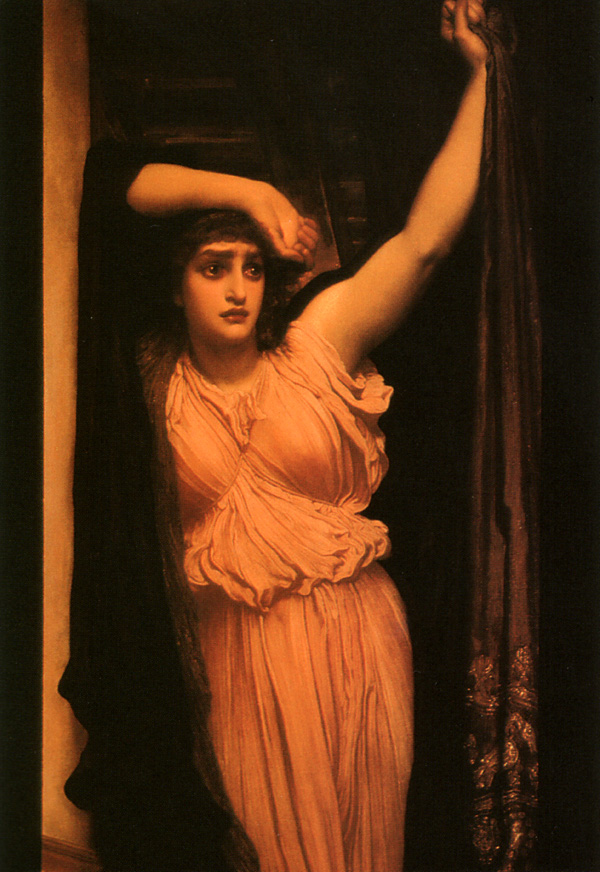
ヘロの最後の眺め
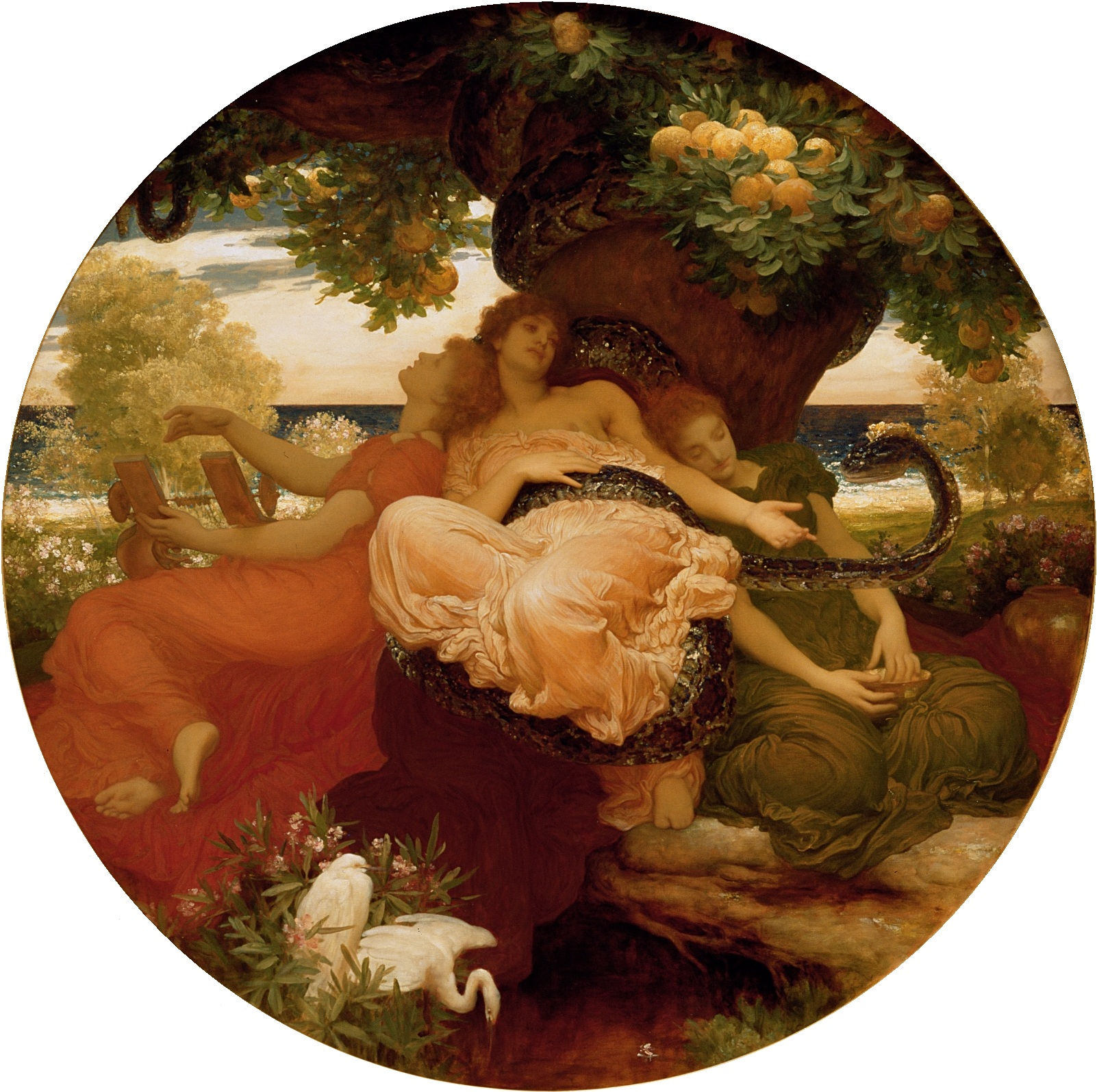
ヘスペリデスの園（1892年）
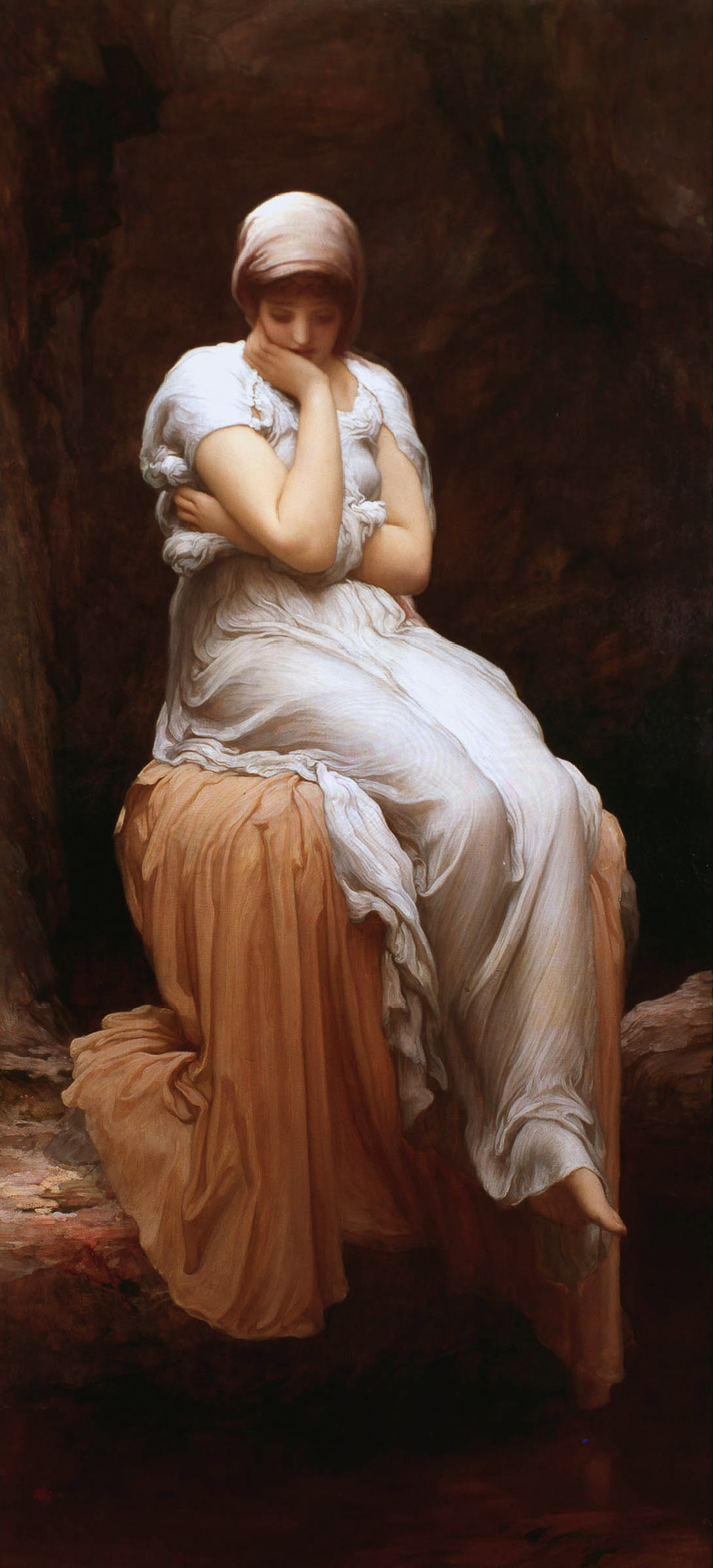
ソリテュード
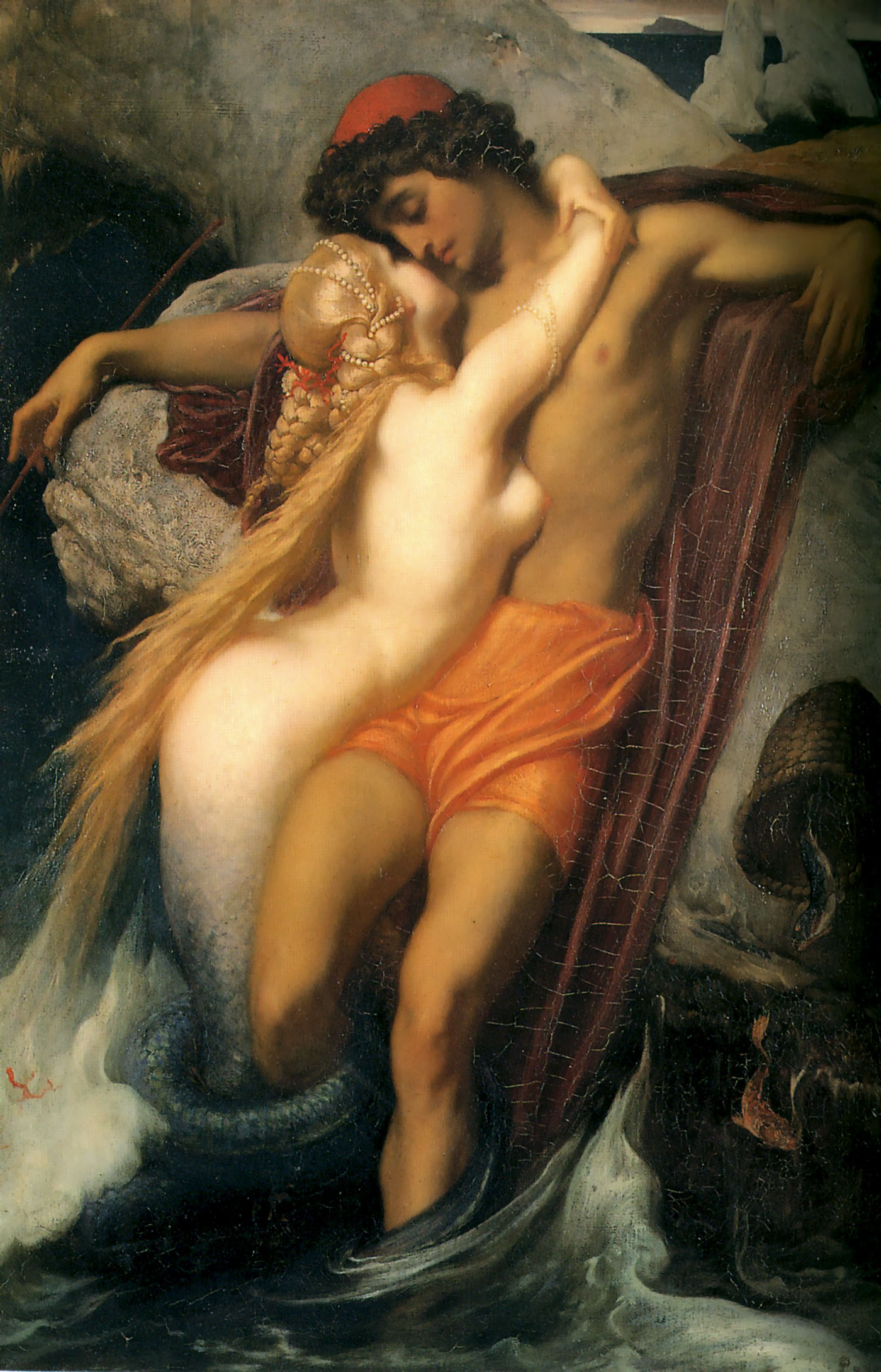
漁夫とセイレーン（1856年～1858年）
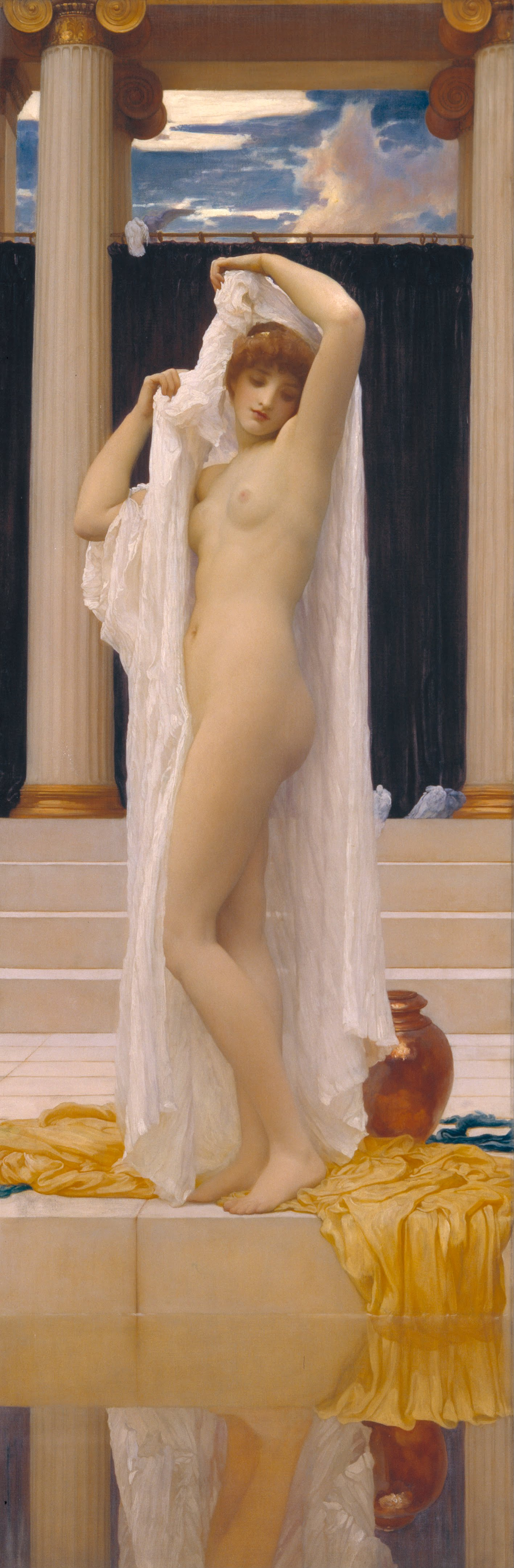
水浴するプシュケ（1890年頃）